# Nevelzwam
De nevelzwam (Clitocybe nebularis) is een schimmel uit de familie Tricholomataceae. Het is een algemeen voorkomende grijze tot grijsbruine paddenstoel. Hij groeit in grote groepen of kringen in de strooisellaag onder bomen. 

## Kenmerken

### Uiterlijke kenmerken
Hoed
De hoed, dik in het midden, heeft een diameter van 5 tot 20 cm. Jonge vruchtlichamen hebben een bolle hoed, oudere exemplaren hebben een platte en uiteindelijk trechtervormige hoed. De rand is vaak gekruld naar de steel of golvend. Terwijl de hoedkleur bij droog weer licht asgrijs tot wit is, krijgt de hoed bij nat weer een donkerdere, grijsbruine kleur; de rand is altijd een beetje lichter. Het oppervlak is licht witachtig mat, vooral als het jong is. De hoedenhuid is tot in het midden glad en afneembaar. De hoed heeft geen KOH reactie.
Lamellen
De lamellen zijn wit tot crèmekleurig, staan dicht opeen en lopen langs de steel enigszins naar beneden af. De lamellen zijn met 60 tot 90 in aantal aanwezig. Ze zijn 3 tot 7 mm breed en breed aangehecht aan de steel of enigszins aflopend.
Steel
De steel heeft vaak vezelachtige groeven. Het is 5 tot 15 cm lang en 1,5 tot 5 cm breed. Met de leeftijd holt de steel meestal uit. De kleur is witachtig en bij aanraking donker tot bruinachtig. Hij is duidelijk iets clavaat of cilindrisch. Aan de basis is wit mycelium.
Geur
Jonge exemplaren hebben wit, stevig vlees dat met de jaren zacht en sponsachtig wordt. De sterke, zoetige, soms onaangename geur doet denken aan beschimmelde kaas, en de smaak van het rauwe vlees is meestal nogal onaangenaam.
Sporenprint
De sporenprint is okergeelachtig.

### Microscopische kenmerken
De basidia zijn 4-sporig, clavaat en meten 33–36 x 4–6 µm. De sporen zijn elliptisch, kleurloos, gladwandig, inamyloïde en meten 6,5-8 × 3,5-4 µm . De sporen zijn hyaliene in KOH. Pileipellis is een dichte wirwar van elementen van 1,5–5 µm breed, glad, hyaliene tot bruinachtig in KOH, met gespen.

## Ecologie
De nevelzwam komt veel voor, vooral in dikke bladlagen onder loofbomen op relatief stikstofrijke bodem. De soort groeit vaak in een heksenkring.

## Eetbaarheid
De eetbaarheid van de nevelzwam is omstreden. In Frankrijk geldt de soort traditioneel als delicatesse. De zwam is eetbaar op voorwaarde dat hij wordt gekookt en het kookvocht niet gebruikt wordt. Ongekookte consumptie kan indigestie tot gevolg hebben. De smaak wordt niet door iedereen gewaardeerd.

## Foto's

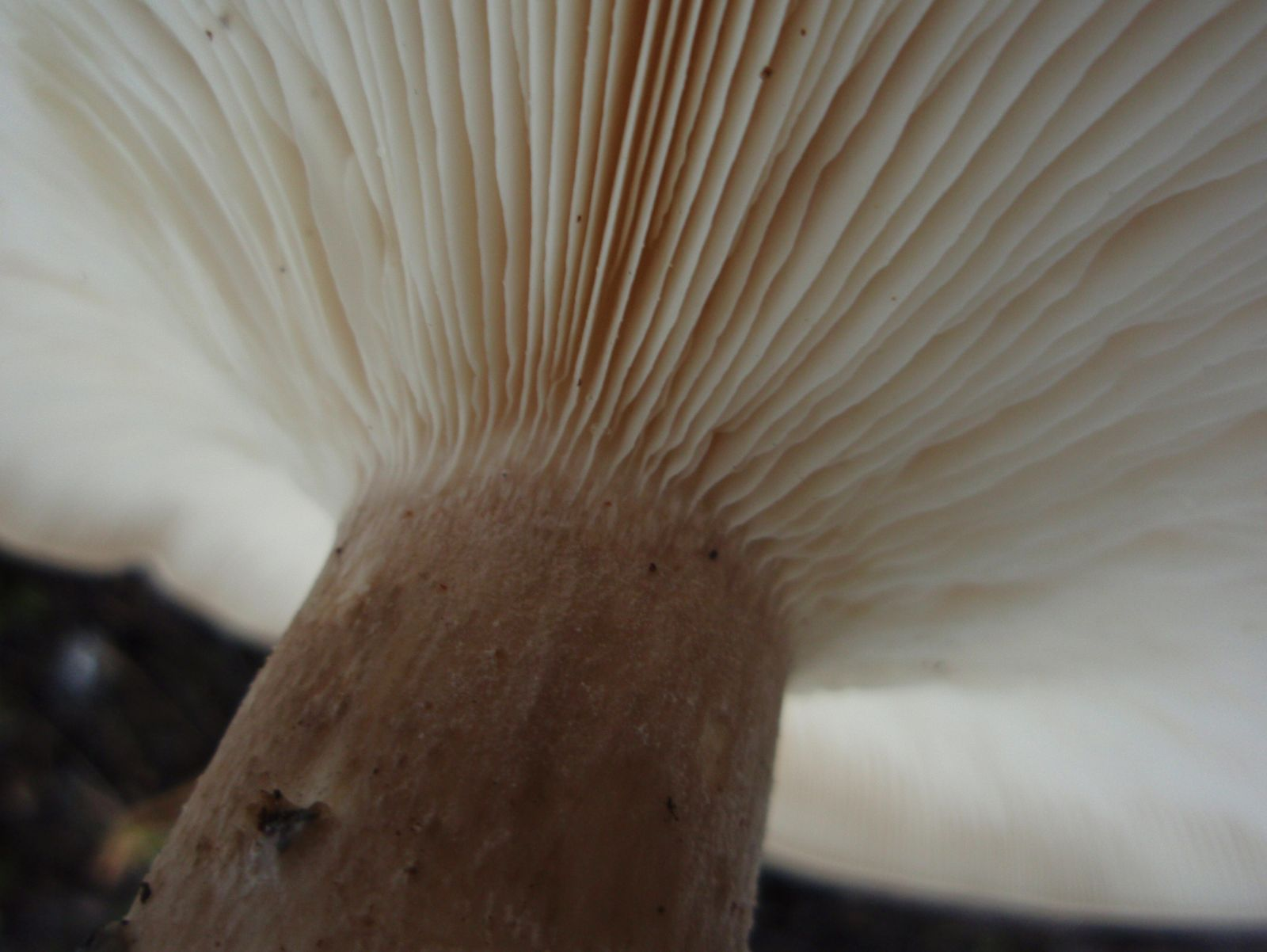
Aanhechting lamellen
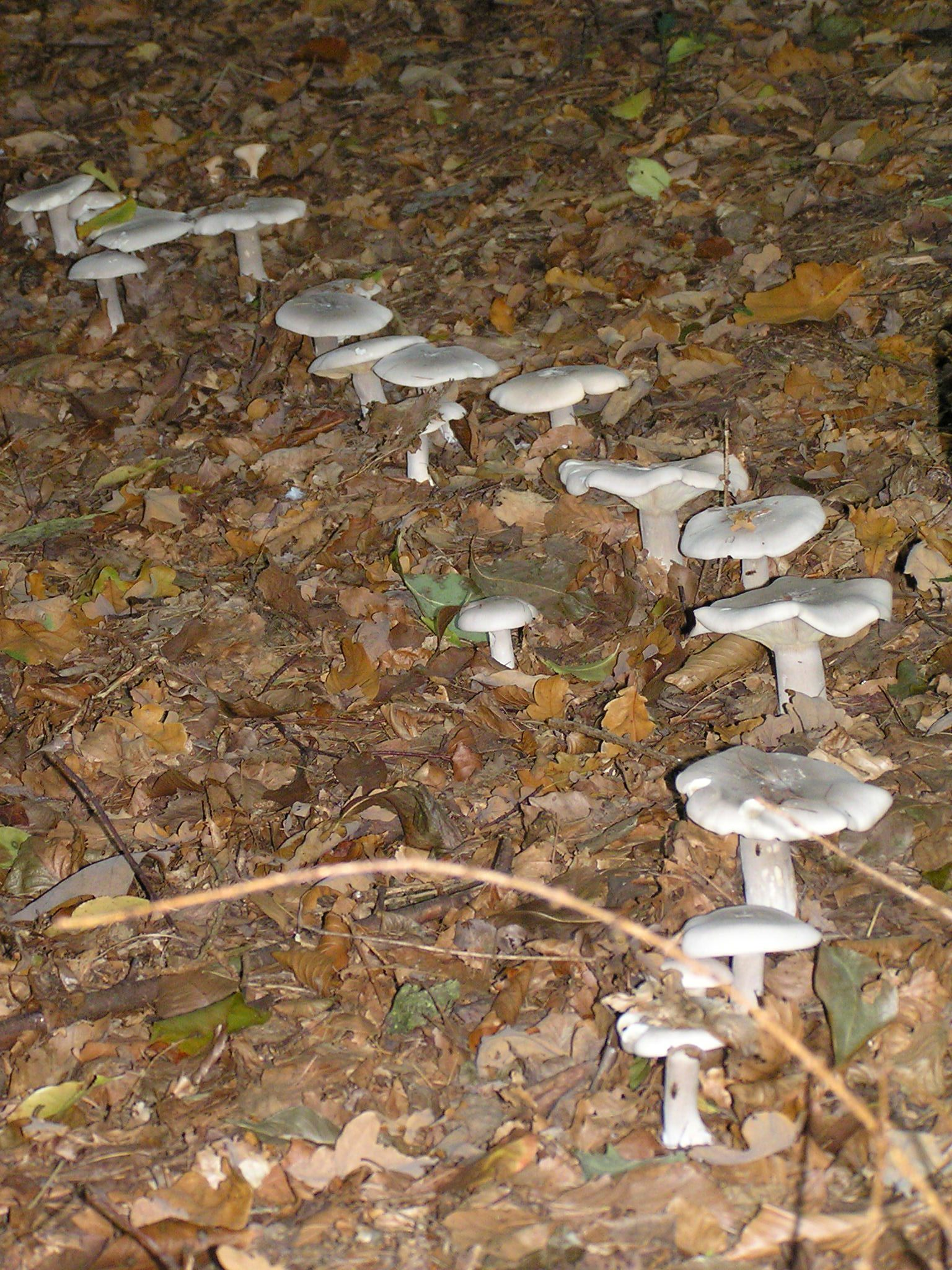
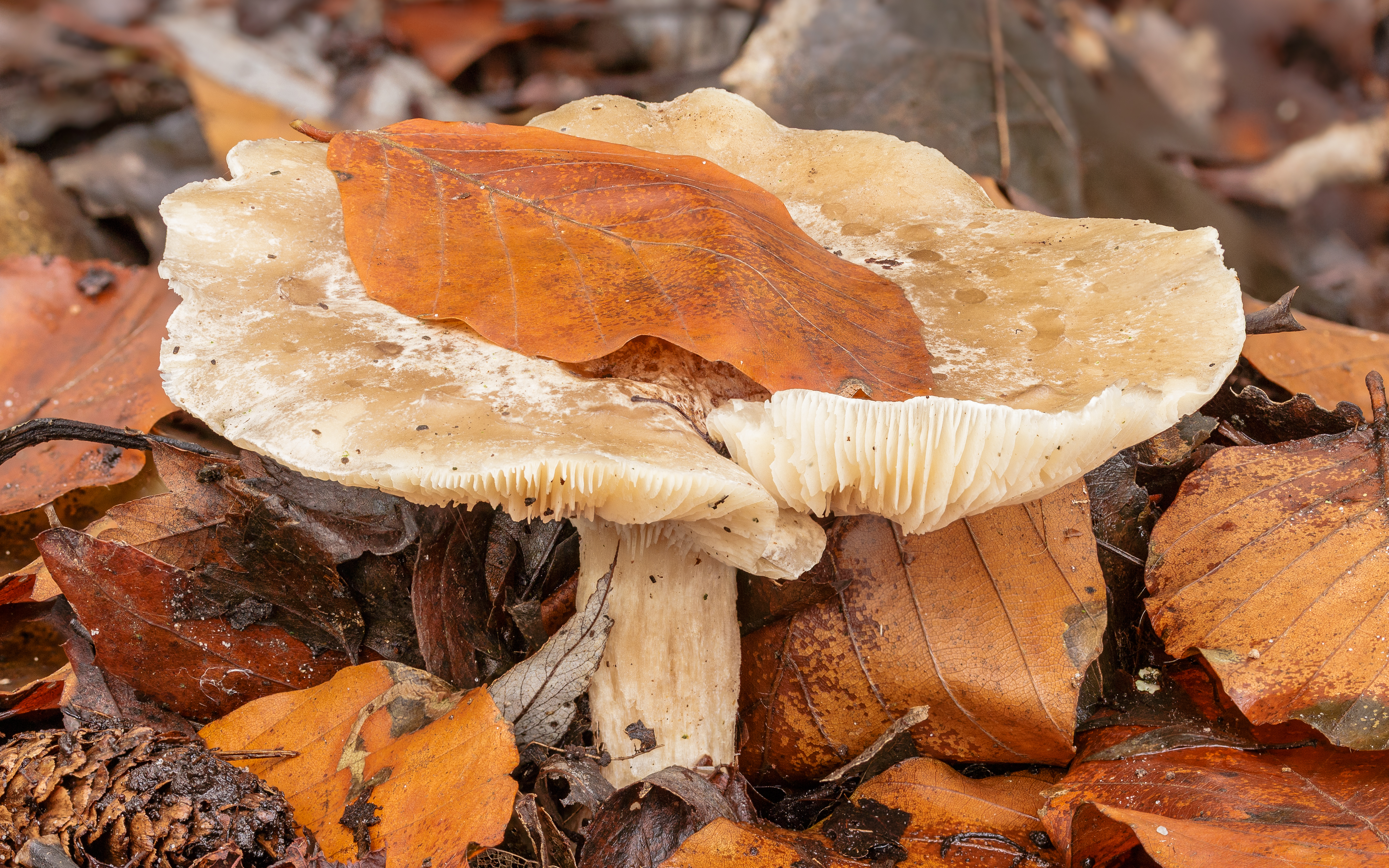
Een verregende  Nevelzwam (nebularis) in verval.